# 牧野貞直
牧野 貞直（まきの さだなお）は、常陸笠間藩の第8代藩主。江戸幕府の寺社奉行・大坂城代である。成貞系牧野家11代。

## 生涯
文政13年（1830年）11月27日、第3代藩主・牧野貞喜の四男・布施重正の次男として生まれる。嘉永3年（1850年）に本家の第7代藩主・牧野貞久（貞喜の曾孫、貞直の従甥にあたる）が死去したため、嘉永4年（1851年）4月にその養子となって家督を継ぐ。5月16日に江戸城西の丸大手御門番に任じられ、12月16日に備後守に任官する。嘉永5年（1852年）11月28日の江戸城西の丸火災の消火で功績を挙げた。
嘉永7年（1854年）4月26日、江戸城桜田門番に任じられる。安政5年（1858年）6月25日に越中守に遷任し、万延元年（1860年）6月26日に奏者番、12月28日には寺社奉行に任じられる。しかし文久2年（1862年）の文久の改革で奏者番は廃止された。元治元年（1864年）4月28日、名を貞明から貞利と改め、同年に起こった天狗党の乱では幕府軍として鎮圧に努めた。11月1日に大坂城代に任じられる。
慶応4年（1868年）1月の戊辰戦争では、大坂城代だったこともあって幕府方に与したが、その緒戦である鳥羽・伏見の戦いで幕府軍が敗れると、徳川慶喜が海路から逃亡したのに対し、家臣3人だけを連れて陸路から江戸へと逃げのびた。1月20日に大坂城代を辞任した。また、藩内でも佐幕派と尊王派に分裂して抗争した結果、新政府に属して4月8日に宇都宮藩に対して出兵している。
明治元年（1868年）12月5日、家督を長男の貞寧に譲って隠居する。明治2年（1869年）8月12日に貞直と改名した。明治20年（1887年）1月13日に死去した。享年58。

## 系譜
父母
- 布施重正（実父）
- ふさ女（松原氏） - 側室（実母）
- 牧野貞久（養父）

正室
- 雅女 - 牧野貞久の養女、牧野貞勝の娘

側室
- 教善院（柏木氏）

子女
- 牧野貞寧（長男） 生母は教善院
- 牧野邦丸
- 牧野悌丸
- 牧野三二郎
- 牧野長三郎
- 富美 - 松平直之室